# Mariano Acha
Mariano Antonio Acha (Buenos Aires, 11 de noviembre de 1799-Jarilla, en la provincia de San Luis, 16 de septiembre de 1841) fue un militar argentino, de notable actuación en las guerras civiles de su país.

## Primeras actuaciones
Era hijo de Nicolás Antonio de Acha y de Juana Ventura Salomón y Ramírez.
En 1818 era alférez del Regimiento de Dragones de la Patria. Participó en los combates de Cepeda y Arroyo del Medio contra los caudillos federales, y cayó prisionero en la batalla de Gamonal (1820).
Posteriormente, continuó como oficial de los Húsares de Buenos Aires y luchó varios años en la guerra contra los indígenas, a órdenes de Federico Rauch.

## La revolución de Lavalle y la Liga del Interior
Era sargento mayor en 1828, cuando el gobernador Manuel Dorrego se refugió en el fuerte de Salto, después de la derrota de Navarro. Acha y su jefe, el coronel Bernardino Escribano, tomaron presos a su superior, el coronel Ángel Pacheco y también a Dorrego, a quien enviaron al campamento de Juan Lavalle. Aunque no tuvo participación en su fusilamiento, seguramente sabía de antemano que sería fusilado. Lavalle lo ascendió a coronel de caballería por este "mérito".
Tras la derrota unitaria en Buenos Aires, se dirigió a Córdoba para unirse a las fuerzas de José María Paz, comandante militar de la Liga del Interior. Participó en las batallas de La Tablada y Oncativo.
Tras la captura del general Paz, se retiró con Lamadrid hacia el norte, donde después de derrotar a los hermanos Reynafé, combatió en las derrotas de Capayán y La Ciudadela. Aunque derrotó a las avanzadas de Juan Facundo Quiroga en Manantiales, finalmente emigró a Bolivia.

## La Coalición del Norte
Había regresado y se hallaba en Tucumán en 1840, al formarse la Coalición del Norte contra Juan Manuel de Rosas, a la que se adhirió, incorporándose a las fuerzas del gobernador salteño Manuel Solá. Este le confió la organización y adiestramiento de los contingentes que se formaban en su provincia, donde no había oficiales capaces, al menos en el bando unitario. Atacó al caudillo Juan Felipe Ibarra en Santiago del Estero, pero este lo venció con su táctica favorita de "tierra arrasada".
Tras unirse a las fuerzas de Lavalle y Lamadrid, estos lo mandaron a invadir por segunda vez Santiago del Estero. Pero le fue peor aún, porque desertó la mayor parte de sus fuerzas. Con lo que le quedaba pasó a La Rioja, donde fue derrotado en Machigasta (1841) por José Félix Aldao. Catamarca y La Rioja cayeron en manos de los caudillos federales, y Acha huyó a Tucumán.

## La batalla de Angaco y la ejecución de Acha
Allí se unió al ejército del general Lamadrid en la marcha hacia Cuyo, como jefe de su vanguardia. Derrotó a las fuerzas de Nazario Benavidez primero y a las de José Félix Aldao después en la batalla de Angaco —a las puertas de la ciudad de San Juan— el 16 de agosto de 1841, en la batalla más sangrienta de las guerras civiles argentinas: murió aproximadamente la mitad de los hombres de cada bando. Su acción mereció todos los elogios —como los del general Paz en sus memorias— ya que había vencido con menos de la mitad de las fuerzas enemigas.
Pero enseguida malogró el éxito, olvidándose de las fuerzas que aún tenía el gobernador Benavidez, que lo atacó poco después en la llamada batalla de La Chacarilla. Tras tres días de resistencia, en que murieron varios de sus oficiales —entre ellos José Francisco Álvarez y Lorenzo Álvarez— debió rendirse, bajo promesa de que sería respetada su vida.
Benavídez lo entregó a Aldao, que lo hizo fusilar por la espalda, el 16 de septiembre de 1841. Su cabeza fue cortada y expuesta en una pica, en las inmediaciones de la Posta de la Cabra, actualmente Jarilla, en la provincia de San Luis.

## Homenajes
Lleva su nombre la ciudad de General Acha, de la Provincia de La Pampa, fundada en 1882 por el general Manuel Jorge Campos.
Existen calles que llevan el nombre de Mariano Acha en numerosas localidades de la Argentina, tales como la Ciudad Autónoma de Buenos Aires —barrios de Villa Ortúzar, Villa Urquiza y Saavedra—, San Juan, Santa Rosa, Mar del Plata, Junín, Morón, Quilmes y Lomas de Zamora, entre otras.[cita requerida]